# Сад Веры Слуцкой
Сад Веры Слуцкой — благоустроенный участок зелёных насаждений с детской площадкой и круглогодичным стационарным туалетом (15-я линия В.О., д.56, корп.2, лит. А), расположенный по 15-й линии Васильевского острова между домом 50 с южной стороны и домом 58 с северной стороны, с востока ограничен декоративной железной решёткой вдоль тротуара 15-й линии, с запада — решёткой вдоль чётной стороны Донской улицы. Сад занимает участки № 52, 54 и 56.
Сад назван в честь большевички Веры Климентьевны Слуцкой, погибшей в бою 30 октября ст. ст. 1917 года. 15-я линия с 1918 по 1944 год также носила имя Слуцкой.

## История
В середине XIX века на данной площади 15-й линии располагались участки и деревянные дома Воробьева, Белоусовой, Григорьева, Рихтер, Ивановой. В Табеле домов 1891 года владельцами указаны Иванов (№ 52), Архипов (№ 54) и Ларионова (№ 56).
Зелёный участок появился не позже 1930-х годов: так, он обозначен на картах Ленинграда 1933, 1935,
1936 и 1939 года. На подробной карте Ленинграда 1941 года показан не только участок, но и две дорожки сада, пересекающиеся в центре, аналогично современной конфигурации.
В 1960-х годах на участке № 55 по 16-й линии была построена 4-этажная школа, двор-сад которой граничит с нечётной стороной Донской улицы напротив сада Веры Слуцкой, благодаря чему Донская улица на этом участке «становится аллеей».

## Транспорт
Общественный транспорт по 14-15-й линиям, Донской улице и Неманскому переулку не ходит; пользоваться можно ближайшими остановками, расположенными на Среднем и Малом проспектах, а также на 16-17-й линиях.

## Галерея

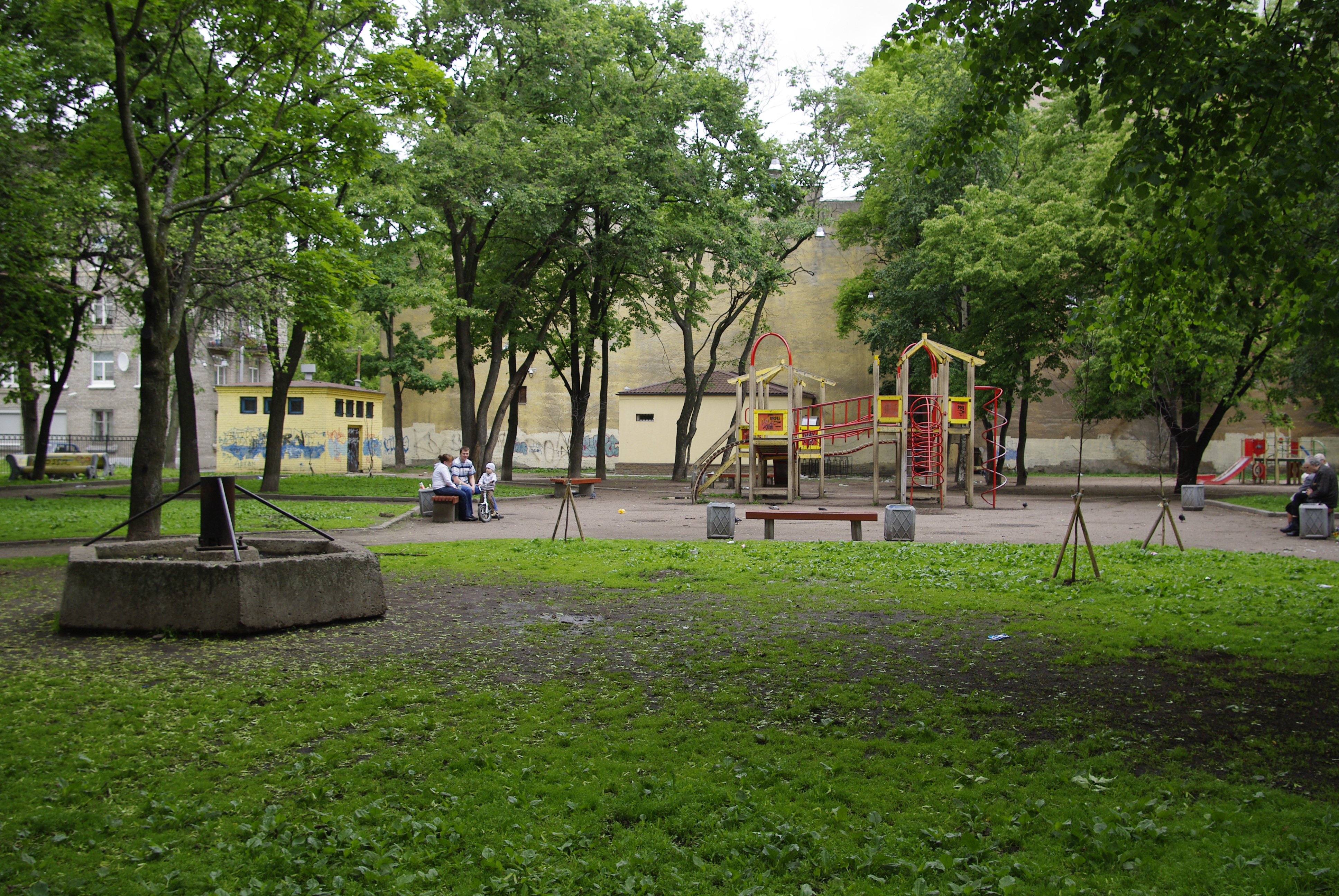
К дому 58, слева Донская ул.
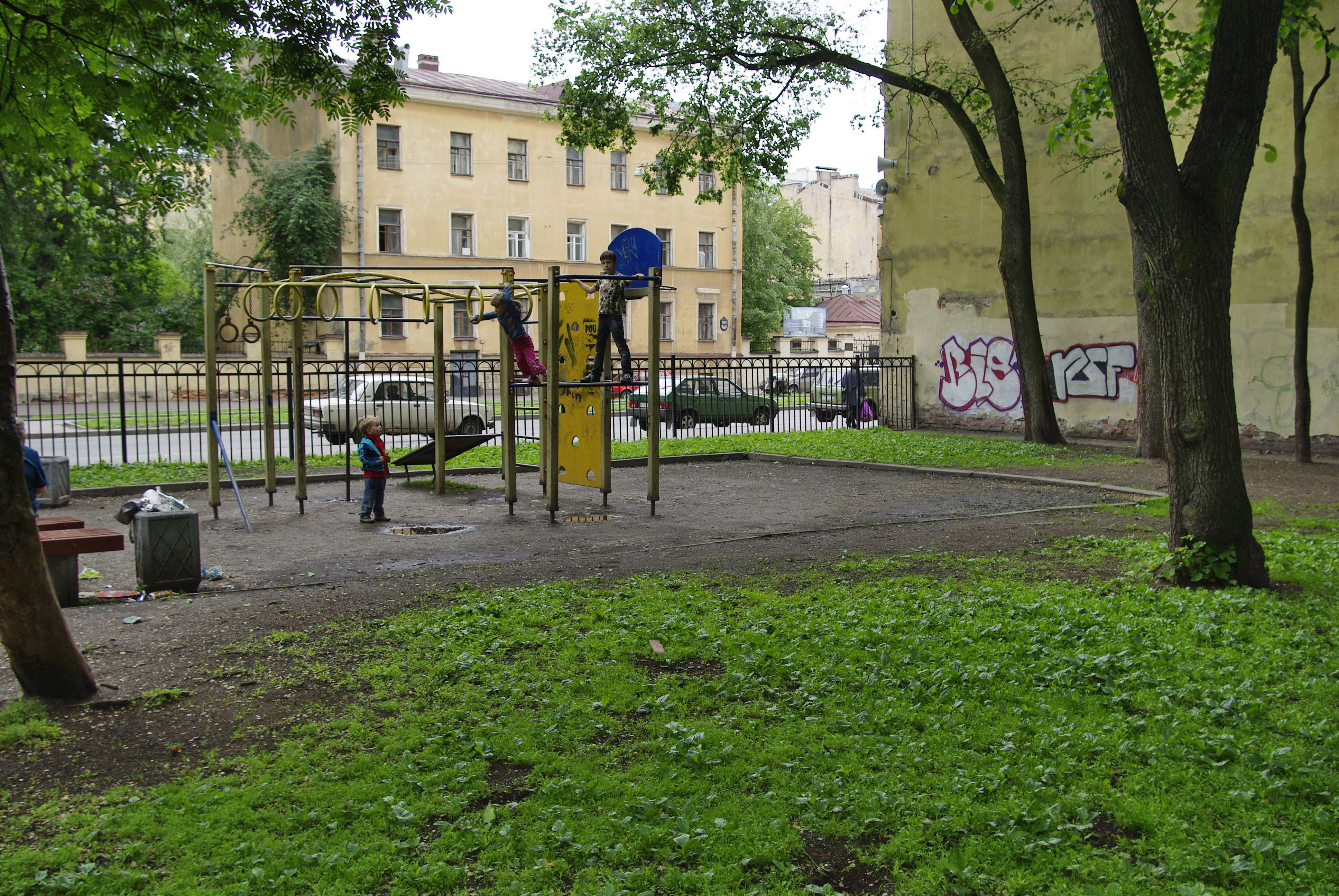
К дому 50 и 15-й линии
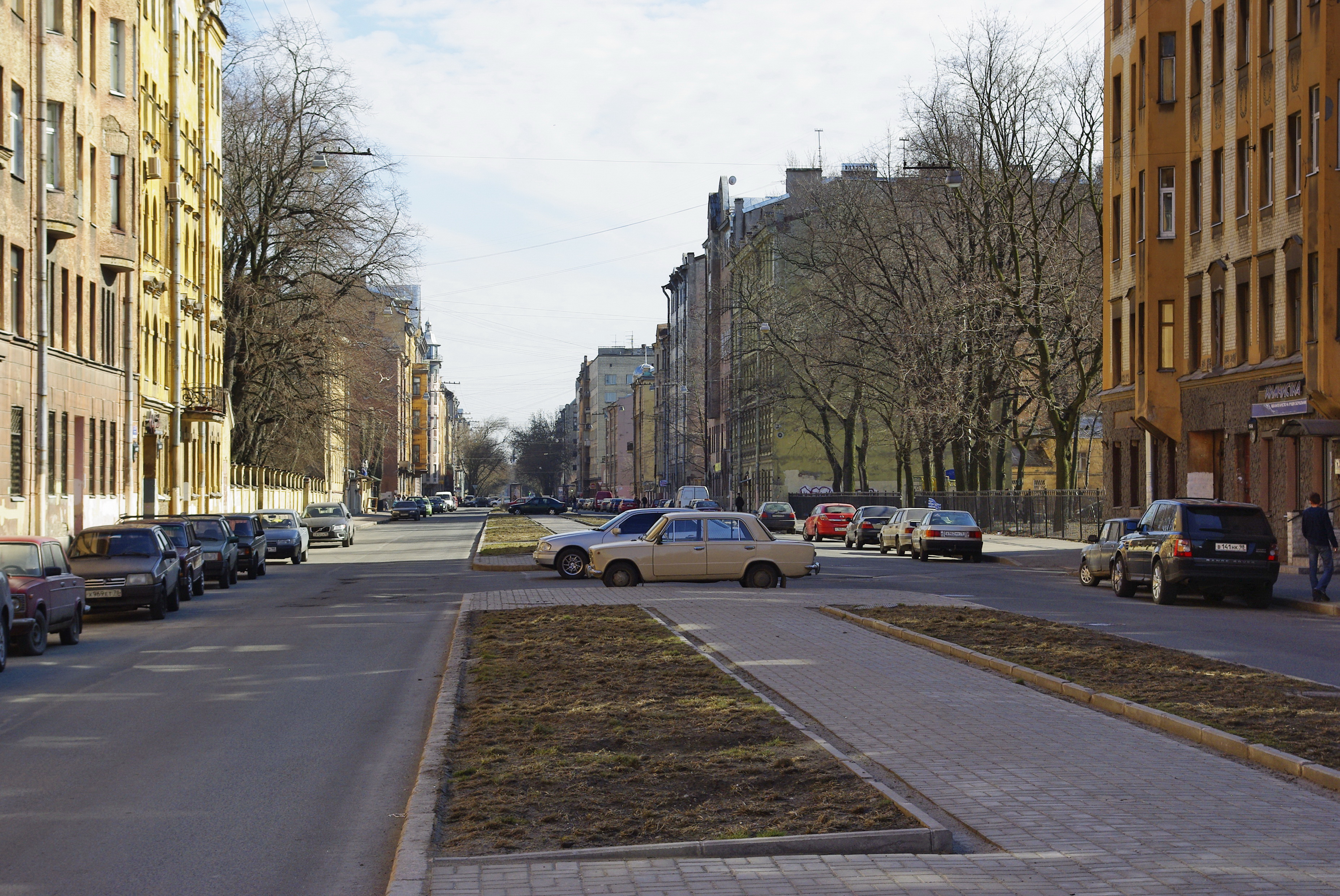
14-я и 15-я линии к Среднему пр., сад справа
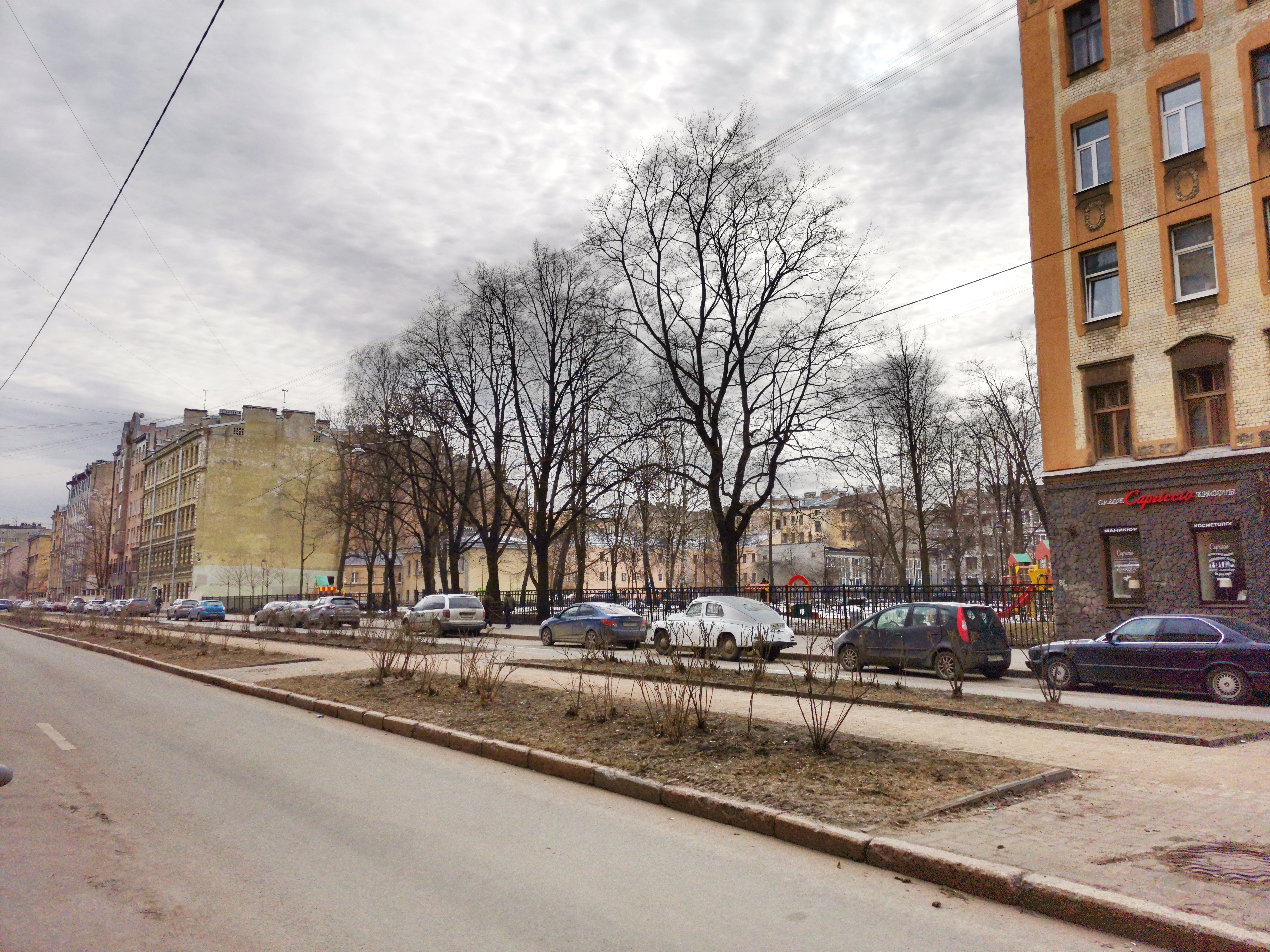
К Среднему проспекту